# Aenictus westwoodi
Aenictus westwoodi är en myrart som beskrevs av Auguste-Henri Forel 1901. Aenictus westwoodi ingår i släktet Aenictus och familjen myror. Inga underarter finns listade i Catalogue of Life.